# Sudhaus

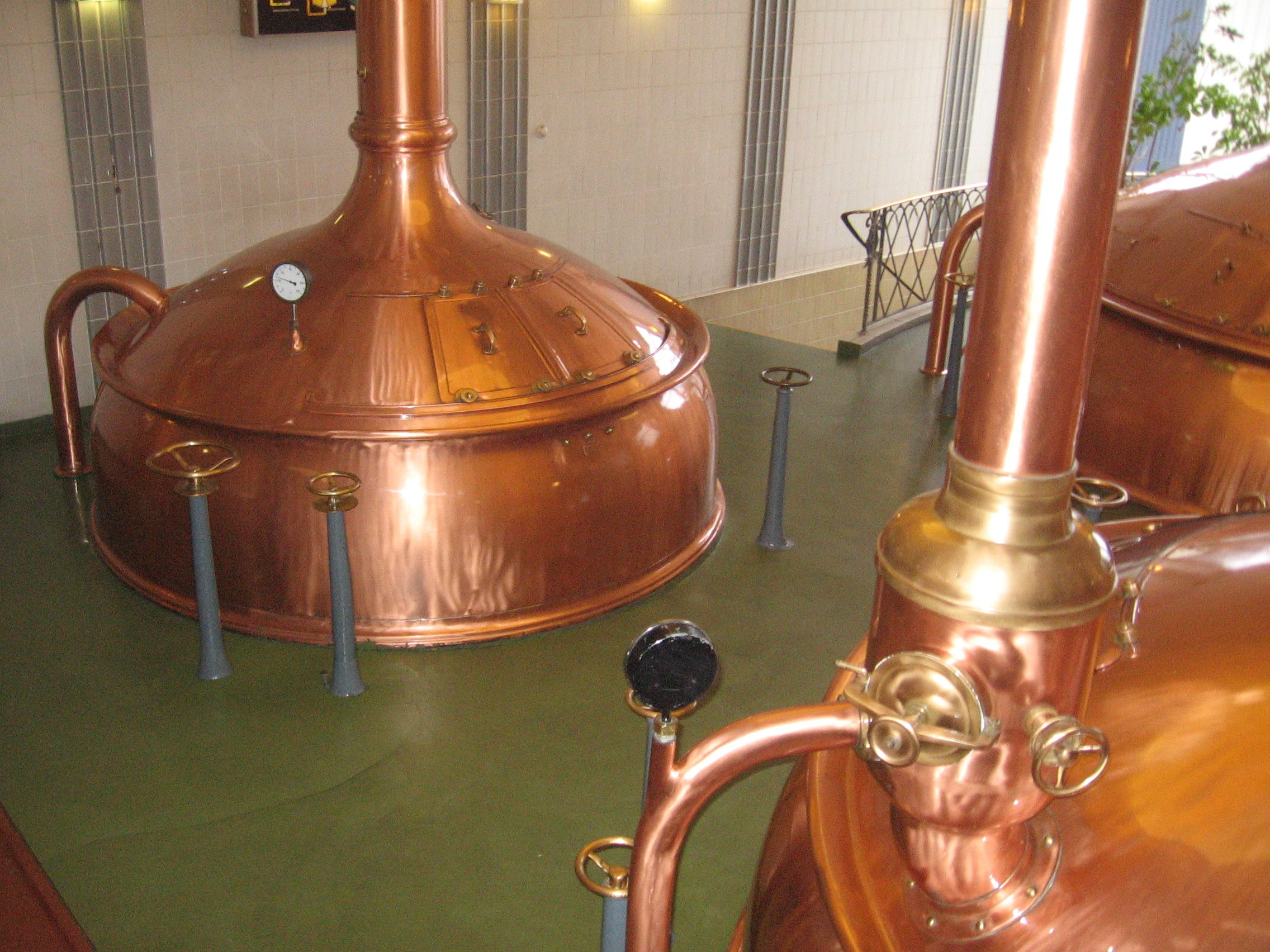
Alte Sudkessel der Herforder Brauerei

Das Sudhaus ist der Teil einer Brauerei, in dem beim Bierbrauen die Würze produziert wird.
Bei der Bierproduktion unterscheidet man zwischen einem Warmblock und einem Kaltblock. Daran schließen sich die Füllanlagen an. Das Sudhaus gehört zum Warmblock, der in der Regel außerdem aus den Anlagen zur Rohstoffvorbehandlung (Malz-/Mais-/Reis-/Getreide-Einlagerung, -transport, Silos, Reinigung, Mühle, Entstaubung) besteht.

## Technische Ausstattung

Läuterbottich (vorne), Würzepfanne sowie Pfannendunstkondensator zur Rückgewinnung der Verdampfungsenthalpie (rechts bzw. links im Hintergrund)

- Schrotmühle (Beim Trocken-Schroten gehört die Schrotmühle zur Rohstoffvorbehandlung)
- Maischgefäß
- Rohfruchtkocher bei Verwendung von Rohfrucht (Mais, Reis o. Ä.)
- Läuterbottich oder Maischefilter
- Vorlaufgefäß (Puffertank, da moderne Sudhäuser aus Kapazitätsgründen viele Sude produzieren müssen, aber aus Kostengründen nur eine Würzepfanne haben)
- Würzepfanne
- „Whirlpool“ zur Abtrennung der Hopfenreste und koagulierten Proteine
- Würzekühler

Zu den weiteren Anlagen im Sudhaus neben den genannten gehören Wassertanks für Kaltwasser, Heißwasser und Eiswasser, eine Reinigungsanlage (CIP – cleaning in place), ein Trubtank, ein Treber-Puffertank sowie manchmal ein sogenannter Glattwassertank zum Sammeln der letzten Würze aus dem Läuterbottich. Moderne Sudhausanlagen sind in der Regel mit einer Vollautomatik ausgestattet.
Die wichtigsten Eckdaten eines Sudwerks sind:
- Sudgröße: Ausschlagwürzemenge in hl/Sud Kaltwürze oder Heißwürze (1 hl = 100 Liter)
- Sudfolge: Anzahl der Sude/24 Stunden (Moderne Anlagen machen zwischen 8 und 12 Sude/24 h)
- Schüttung: eingesetzte Menge an Malz (in anderen Ländern auch Reis, Mais oder Getreide) in kg
- Sudhausausbeute: Sie gibt an, wie viel Prozent der Schüttungsmenge als Extraktmenge in der Ausschlagwürze vorhanden sind. Neben der Würzequalität wichtiges Erfolgskriterium für die Arbeit im Sudhaus.

Traditionell wurden die Sudkessel fast ausschließlich aus Kupfer gefertigt. Mittlerweile ist dieser Werkstoff überwiegend durch Edelstahl ersetzt worden. Kupfer kommt nur noch für optische Zwecke zum Einsatz, in diesem Fall werden die Edelstahlbehälter mit Kupfer verkleidet. Es gibt auch eine Variante aus Glas, die für Schau- oder Lehrbrauereien eingesetzt wird.